# Aquinnah
Aquinnah és una població dels Estats Units a l'estat de Massachusetts. Segons el cens del 2007 tenia 354 habitants.

## Demografia
Segons el cens del 2000, Aquinnah tenia 344 habitants, 141 habitatges, i 88 famílies. La densitat de població era de 24,8 habitants per km².
Dels 141 habitatges en un 33,3% hi vivien nens de menys de 18 anys, en un 38,3% hi vivien parelles casades, en un 17,7% dones solteres, i en un 36,9% no eren unitats familiars. En el 30,5% dels habitatges hi vivien persones soles el 7,8% de les quals corresponia a persones de 65 anys o més que vivien soles. El nombre mitjà de persones vivint en cada habitatge era de 2,44 i el nombre mitjà de persones que vivien en cada família era de 3,04.
Per edats la població es repartia de la següent manera: un 25,3% tenia menys de 18 anys, un 8,7% entre 18 i 24, un 31,7% entre 25 i 44, un 24,1% de 45 a 60 i un 10,2% 65 anys o més.
L'edat mediana era de 37 anys. Per cada 100 dones de 18 o més anys hi havia 84,9 homes.
La renda mediana per habitatge era de 45.208 $ i la renda mediana per família de 46.458$. Els homes tenien una renda mediana de 37.917 $ mentre que les dones 26.250$. La renda per capita de la població era de 21.420$. Entorn del 8,6% de les famílies i el 7,1% de la població estaven per davall del llindar de pobresa.